# 크로아티아 U-23 축구 국가대표팀
크로아티아 U-23 축구 국가대표팀(크로아티아어: Hrvatska nogometna reprezentacija za igrače do 23 godina starosti)은 크로아티아를 대표하는 23세 이하의 축구 국가대표팀으로, 크로아티아의 축구 관리 기관인 크로아티아 축구 연맹의 관리를 받는다. 올림픽을 대비하는 대표팀이기에 크로아티아 올림픽 축구 국가대표팀(크로아티아어: Hrvatska olimpijska nogometna reprezentacija)으로도 불린다. 프랑스에서 개최된 1993년 지중해 게임을 위해 결성되었으며, 대회 전 열린 팀의 최초의 경기인 슬로베니아와 두 번의 예비 친선경기 두 경기 모두 1-1 무승부로 마무리되었다. 